# Manfred Zaspel
Manfred Zaspel (* 11. August 1948) ist ein ehemaliger deutscher Fußballspieler. Für den 1. FC Lokomotive Leipzig und die BSG Chemie Böhlen spielte er in den 1970er und 1980er Jahren in der DDR-Oberliga, der höchsten Spielklasse im DDR-Fußball.

## Sportliche Laufbahn
Bis 1971 spielte Manfred Zaspel bei der Betriebssportgemeinschaft (BSG) Motor Döbeln, zuletzt in der drittklassigen Bezirksliga Leipzig. Zur Saison 1971/72 wechselte er zum Oberligisten 1. FC Lokomotive Leipzig, wo er am 8. und 13. Spieltag als Einwechselspieler seine ersten Oberligaspiele bestritt. Hauptsächlich wurde er in der 2. Mannschaft eingesetzt, die in der Bezirksliga spielte, aber zum Saisonende den Aufstieg in die DDR-Liga erreichte. Auch in den folgenden zwei Spielzeiten kam Zaspel in der Oberliga nicht über den Status eines Einwechselspielers hinaus und bestritt als solcher wieder nur drei beziehungsweise zwei Begegnungen. Auch in der DDR-Liga hielten sich seine Einsätze in der 2. Mannschaft in Grenzen: 1972/73 sechs Punktspiele (1 Tor), 1973/74 acht Spiele (5 Tore). In der Saison 1974/75 kam Zaspel in der Oberliga gar nicht zum Einsatz, in der DDR-Liga spielte er nur einmal. 1975/76 wurde er ebenfalls nicht in der Oberliga aufgeboten, die 2. Mannschaft spielte nach ihrem Abstieg wieder in der Bezirksliga.
Angesichts fehlender Perspektive wurde Zaspel im Sommer 1976 zum DDR-Ligisten Chemie Böhlen abgegeben. Dort gelang ihm sofort der Durchbruch, denn von den 20 ausgetragenen Ligaspielen bestritt er 19 Partien und erreichte mit der Mannschaft die Teilnahme an der Oberliga-Aufstiegsrunde. Dort wurde Zaspel in sieben der acht Spiele eingesetzt, in denen Böhlen den Aufstieg schaffte. In seiner nun vierten Oberligasaison schaffte er es mit der Chemie-Mannschaft, auch in der Spitzenliga Fuß zu fassen. Im Angriff eingesetzt, spielte er in allen 26 Punktspielen und schoss dabei auch seine ersten fünf Oberligatore. Auch 1978/79 war er als Stürmer gesetzt, bestritt 21 Oberligaspiele und kam zu drei Torerfolgen. Anschließend musste Chemie Böhlen wieder absteigen und verfiel zur Fahrstuhlmannschaft, indem sie bis 1984 ständig zwischen DDR-Liga und Oberliga pendelte. Nachdem Zaspel 1979/80 mit 16 DDR-Liga- und acht Aufstiegsspielen noch einigermaßen mithalten konnte, war er in der Oberligasaison 1980/81 bei zwölf Einsätzen wieder nur noch Ersatzspieler. Am Saisonende wurde zwar mitgeteilt, dass er seine Laufbahn beendet habe, für die Aufstiegsspiele 1981/82 wurde er aber wieder aktiviert und verhalf Böhlen mit sieben Einsätzen und einem Tor zum abermaligen Oberligaaufstieg. Obwohl für 1982/83 nicht mehr nominiert, kam er trotzdem in der Schlussphase des 3. Oberligaspieltages noch einmal für fünf Minuten zum Einsatz. Nachdem er auch 1983/84 noch ein DDR-Liga-Spiel absolviert hatte, verabschiedete er sich danach 36-jährig endgültig vom höherklassigen Fußball. Dort hatte er 67 Oberligaspiele bestritten und acht Tore erzielt und in der DDR-Liga einschließlich Aufstiegsrunden 73 Begegnungen absolviert, in denen er 18 Tore geschossen hatte.